# Janet Leigh
Pour les articles homonymes, voir Leigh.
Janet Leigh [ˈd͡ʒænɪt liː], née Jeanette Helen Morrison, le 6 juillet 1927 à Merced, et morte le 3 octobre 2004 à Beverly Hills, est une actrice et danseuse américaine.
Elle est notamment connue pour son interprétation de Marion Crane (en) dans le film Psychose d’Alfred Hitchcock (1960).
Elle est la mère de l'actrice Jamie Lee Curtis.

## Biographie

### Origines et enfance
Janet Leigh naît le 6 juillet 1927 à Merced en Californie. Son père qui a des origines irlandaises, écossaises et allemandes, est agent d'assurances à Stockton où elle passe la majeure partie de son enfance et sa mère d'origine danoise est femme au foyer. 
Pour combattre sa timidité, elle prend des cours de chant et de danse. Elle entre alors dans le chœur d'une église presbytérienne. Élève surdouée sautant des classes, elle arrête l'école à l'âge de quinze ans, pour étudier la musique et rentrer finalement à l'université du Pacifique où elle fait de la psychologie.
Le 1er août 1942, à l'âge de quinze ans, elle s'enfuit avec John Kenneth Carlyle (1924-1985) pour se marier à Reno. Le mariage est annulé le 28 décembre de la même année. Le 5 octobre 1945, elle se marie avec le chef d'orchestre Stanley Reames. Ils divorceront en 1948.

### Découverte et débuts au cinéma

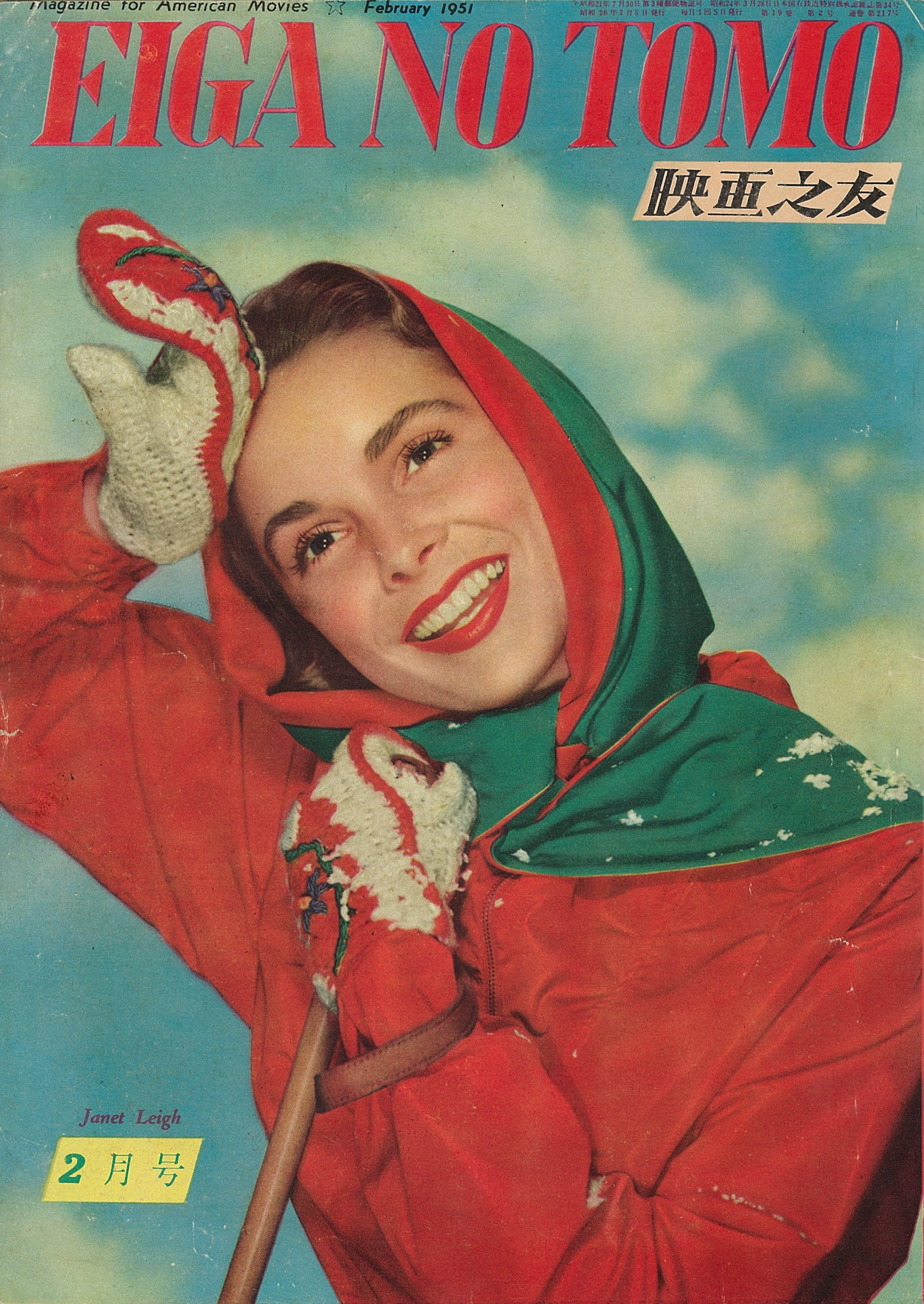
Janet Leigh en 1951.

En février 1946, l'actrice Norma Shearer se rend dans une station de ski dans la région de Truckee avec son époux Marty Arouge pour passer ses vacances. Elle descend au Sugar Bowl Ski Lodge où le père de Janet travaille. C'est là que Shearer la remarque sur une photographie. Impressionnée par sa beauté naturelle, la comédienne, de retour à Hollywood, soumet son nom à la Metro-Goldwyn-Mayer pour le film L'Heure du pardon. Le 7 août 1946, Jeannette Morrison se rend au studio pour passer un essai qui enchante les responsables du studio. Elle signe avec eux un contrat de longue durée et prend le nom de scène de Janet Leigh.

### Premiers rôles
En 1948, les rôles mineurs se multiplient, comme dans Le Maître de Lassie de Fred M. Wilcox, mais elle se fait remarquer dans le musical (Ma vie est une chanson de Norman Taurog) et figure dans Acte de violence du prestigieux Fred Zinnemann. L'année suivante, après avoir incarné l'une des Quatre Filles du docteur March avec June Allyson, tourné dans un film d'espionnage de George Sidney et figuré dans La Dynastie des Forsyte d'après John Galsworthy, elle obtient le rôle principal de Mariage compliqué, film de Don Hartman où elle joue une mère de famille aux côtés de Robert Mitchum. Le succès du film incite les responsables de la MGM à lui offrir de meilleurs rôles. Après quelques rôles dans des productions comme Les Coulisses de Broadway, It's a Big Country (sketch avec Gene Kelly) ou encore Just This Once, Janet Leigh rencontre la gloire.

### Succès
En 1952, le réalisateur George Sidney lui offre son premier grand rôle au cinéma dans le film de cape et d'épée Scaramouche, aux côtés de Stewart Granger et Eleanor Parker. Le film est un succès et lance véritablement sa carrière.

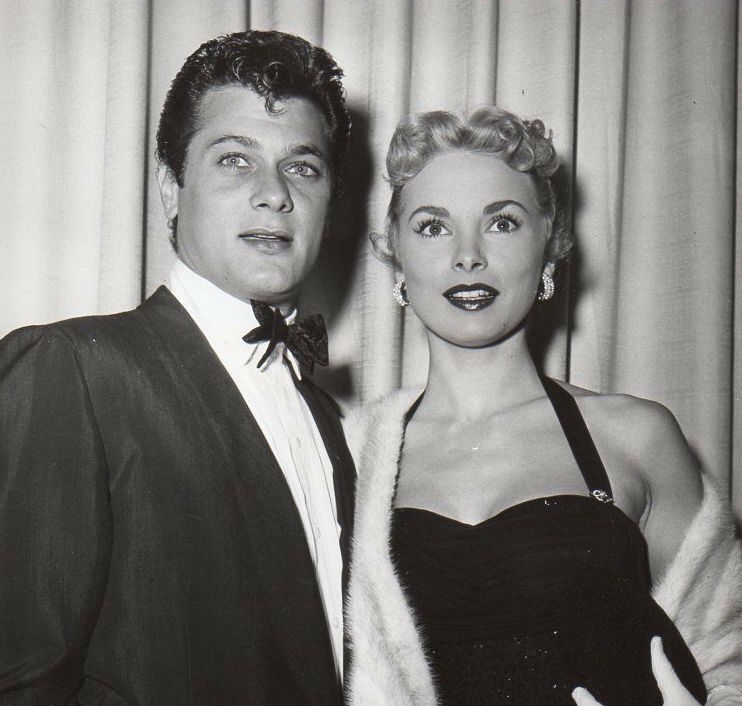
Janet Leigh avec son mari Tony Curtis (1953).

L'actrice tourne alors avec les plus grands acteurs hollywoodiens sous la direction de fameux réalisateurs. Elle commence avec James Stewart, avec qui elle joue dans le western L'Appât (1953) sous la direction d'Anthony Mann. La même année elle tourne avec son mari Tony Curtis dans Houdini le grand magicien de George Marshall, puis interprète le rôle principal féminin d'une nouvelle comédie musicale, Les Yeux de ma mie.

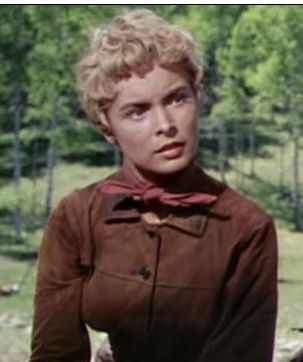
Janet Leigh dans L'Appât (1953).

En 1954, elle joue dans quatre films. Elle est à l'affiche de Prince Vaillant, inspiré de la bande dessinée éponyme, avec James Mason et Robert Wagner. À l'aise dans tous les registres, elle passe à la comédie avec C'est pas une vie, Jerry (avec Jerry Lewis et Dean Martin) avant de retrouver Tony Curtis pour le film d'aventure, Le Chevalier du roi. Cette même année, elle rompt son contrat avec la MGM et tourne de nouveau avec Roy Rowland dans le film policier Sur la trace du crime aux côtés de Robert Taylor.

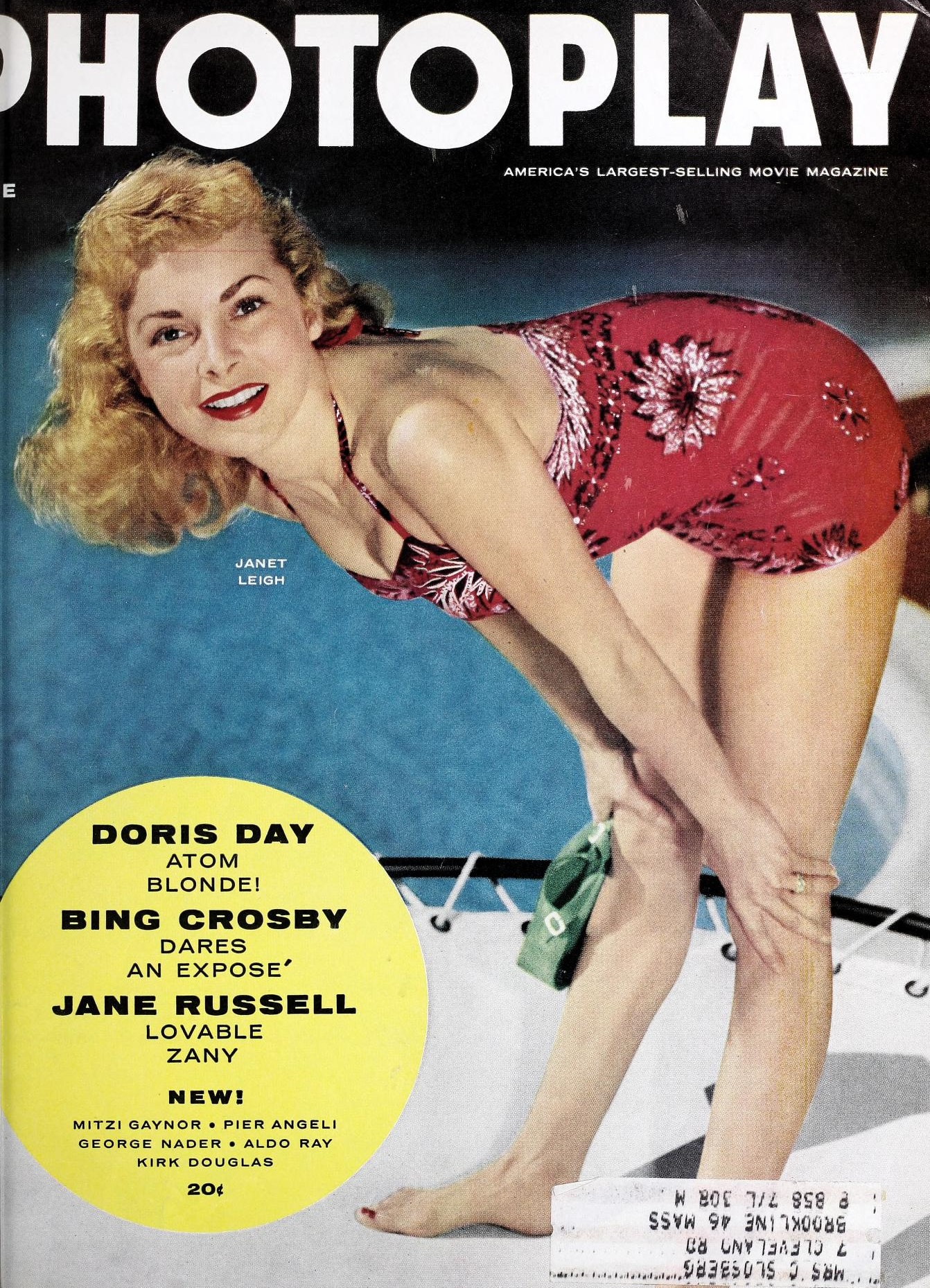
Janet Leigh en 1955.

Richard Quine lui offre en 1955 l'un de ses rôles les plus importants avec le film musical Ma sœur est du tonnerre avec Jack Lemmon. Elle tourne également avec et sous la direction de Jack Webb un film méconnu : Pete Kelly's Blues, dans lequel on entend également chanter Peggy Lee et Ella Fitzgerald. Elle y trouve un de ses meilleurs rôles, y exprimant sa fantaisie, son sens du swing, sa drôlerie ainsi que l'étendue de son registre dramatique et émotionnel. L'année suivante, où elle ne participe qu'à un seul film Safari (avec Victor Mature), naît sa première fille, Kelly.
Pour son retour au cinéma, elle affronte John Wayne dans Les espions s'amusent de Josef von Sternberg, joue dans Vacances à Paris (sous la direction de Blake Edwards) avec, pour la troisième fois, son époux Tony Curtis ; elle le retrouve encore, face à Kirk Douglas, dans l'épopée Les Vikings. 

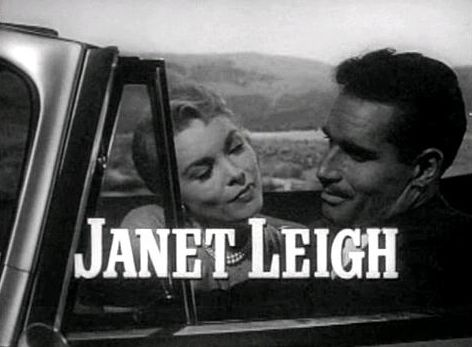
Avec Charlton Heston dans La Soif du mal (1958).

En 1958, elle retrouve les chemins des studios et se fait diriger par Orson Welles dans le film policier La Soif du mal au côté de Charlton Heston, où son personnage se fait violer. Elle collabore une dernière fois avec Tony Curtis pour la comédie Qui était donc cette dame ? de George Sidney.

### Consécration
1960 est l'année de la consécration. Alfred Hitchcock, « le maître du suspense », la contacte et l'engage pour qu'elle interprète, dans Psychose, le rôle de Marion Crane, jeune femme au destin tragique qui meurt poignardée alors qu'elle prend une douche 45 minutes après le début du film. Les 45 secondes que dure la scène culte de la douche suffisent à lui rapporter le Golden Globe de la meilleure actrice dans un second rôle et une nomination à l'Oscar. Dans ses différentes interviews, l'actrice avoue avoir été en état de choc lorsqu'elle vit le film. Depuis, elle ne peut plus prendre de douche.
Les producteurs furent scandalisés d'abord à l'idée que Hitchcock tue une star commerciale de cette importance, aussi vite surtout, et de cette façon. L'énorme succès du film les a rassurés, et Psychose a créé un genre. 
Mais ce succès est contrecarré par la mort de son père et son divorce d'avec Tony Curtis. La crise qui commence à ébranler les grands studios contribue également au déclin de sa carrière. Après avoir eu pour partenaire le chanteur Frank Sinatra pour le thriller Un crime dans la tête, et joué une nouvelle fois sous la direction de George Sidney dans le musical Bye Bye Birdie, elle retrouve Jerry Lewis pour Trois sur un sofa et tourne avec Paul Newman et Lauren Bacall dans le film noir nostalgique Détective privé, qui peut être considéré comme son dernier grand rôle au cinéma.

### Derniers rôles
Janet Leigh se fait alors de plus en plus rare sur le grand écran, préférant se consacrer à la télévision. Dans les années 1970, elle ne tourne que trois films : La Femme sans mari, Les Rongeurs de l'apocalypse (1972) et Boardwalk (1979). Entre-temps, dans un épisode de Columbo, Forgotten Lady (1975), elle interprète une actrice qui fait son retour et perd la mémoire — un des plus beaux face à face avec le célèbre lieutenant de police, où elle rivalise avec d'autres partenaires brillantes de Peter Falk telles Anne Baxter ou Faye Dunaway.
Au cours des années 1980, dans le film fantastique Fog (1980) réalisé par John Carpenter, elle donne pour la première fois la réplique à sa fille, Jamie Lee Curtis. Elle participe ensuite à sept séries télévisées telles que Arabesque ou La Quatrième Dimension. Elle revient sur les plateaux de tournage de Psychose 2 (1983) et de Psychose 3 (1986) accompagnée d'Anthony Perkins. 
En novembre 1990, elle présente Psychose 4 avant sa projection à la télévision.
Huit ans plus tard elle tourne à nouveau au cinéma, Halloween, 20 ans après (Halloween H20: 20 Years Later), une seconde fois aux côtés de sa fille Jamie. 
En 2000, elle tourne son dernier film, la comédie Bad Girls from Valley High.
Elle s'engage beaucoup pour des causes humanitaires. Elle est l'une des ambassadrices des Share Inc., une œuvre caritative de Hollywood pour les handicapés mentaux. Atteinte d'une maladie vasculaire, elle meurt le 3 octobre 2004 à son domicile de Beverly Hills.

### Vie privée et familiale
En 1951, après deux divorces, elle se marie une troisième fois, avec le comédien Tony Curtis. Ils ont deux filles ensemble : Kelly Curtis et Jamie Lee Curtis. Leur mariage dure onze ans, ils divorcent en 1962 et Janet se remarie avec Robert Brandt.

## Filmographie

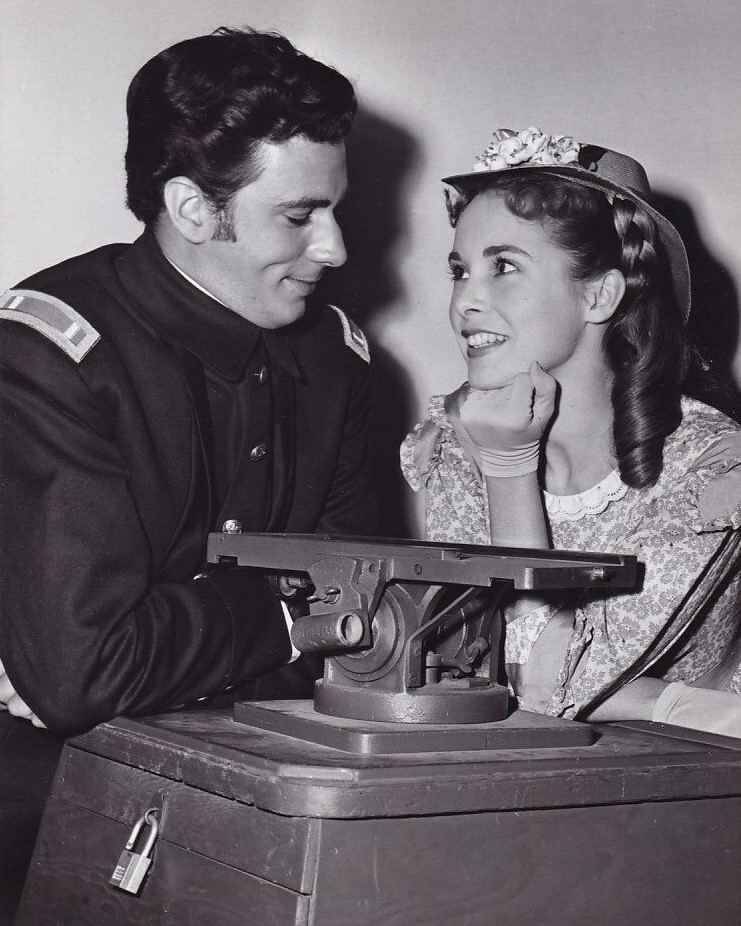
Richard Stapley et Janet Leigh dans Les Quatre Filles du docteur March (1949).

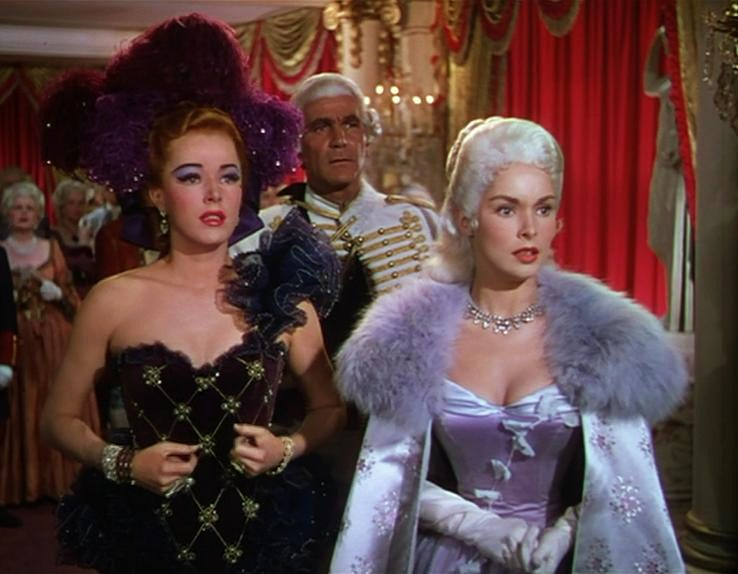
Eleanor Parker et Janet Leigh dans Scaramouche (1952).

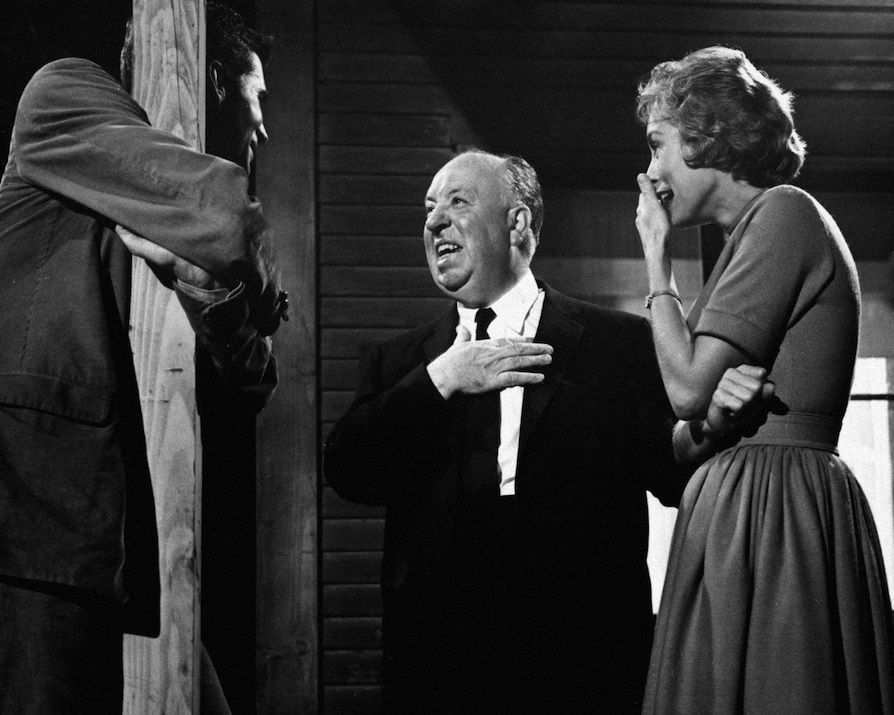
Anthony Perkins, Alfred Hitchcock et Janet Leigh sur le tournage de Psychose (1960).

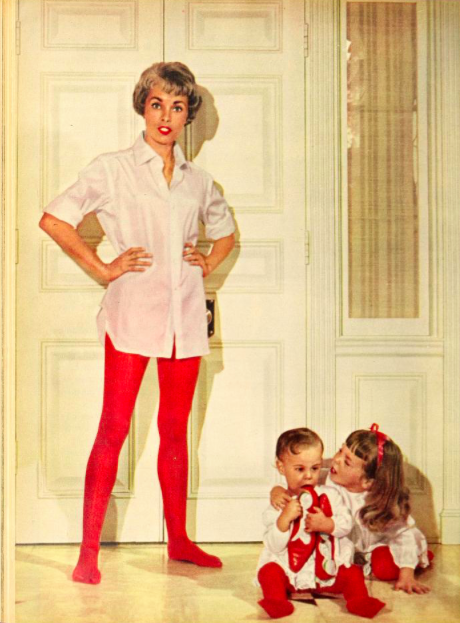
Janet Leigh posant aux côtés de ses deux filles (1960).

### Cinéma
- 1947 : L'Heure du pardon (The Romance of Rosy Ridge) de Roy Rowland : Lissy Anne MacBean
- 1947 : Quand vient l'hiver (If Winter Comes) de Victor Saville : Effie Bright
- 1948 : Le Maître de Lassie (Hills of Home) de Fred M. Wilcox : Margit Mitchell
- 1948 : Ma vie est une chanson (Words and Music) de Norman Taurog : Dorothy Feiner Rodgers
- 1948 : Acte de violence (Act of Violence) de Fred Zinnemann : Edith Enley
- 1949 : How to Smuggle a Hernia Across the Border (How to Smuggle a Hernia Across the Border), court métrage de Jerry Lewis
- 1949 : Les Quatre Filles du docteur March (Little Women) de Mervyn LeRoy : Meg
- 1949 : Le Danube rouge (The Red Danube) de George Sidney : Maria Buhlen
- 1949 : Corps et Âme (The Doctor and the Girl) de Curtis Bernhardt : Evelyn « Taffy » Heldon
- 1949 : La Dynastie des Forsyte (The Forsyte Woman) de Compton Bennett : June Forsyte
- 1949 : Mariage compliqué (Holiday Affair) de Don Hartman : Connie Ennis
- 1951 : Proprement scandaleux (Strictly Dishonorable) de Melvin Frank et Norman Panama : Isabelle Perry
- 1951 : Angels in the Outfield de Clarence Brown : Jennifer Paige
- 1951 : Les Coulisses de Broadway (Two Tickets to Broadway) de James V. Kern : Nancy Peterson
- 1951 : It's a Big Country de Charles Vidor : Rosa Szabo Xenophon
- 1952 : Une fois n'engage à rien (Just This Once) de Don Weis : Lucille 'Lucy' Duncan
- 1952 : Scaramouche de George Sidney : Aline de Gavrillac de Bourbon
- 1952 : L'Intrépide (Fearless Fagan) de Stanley Donen : Abby Ames
- 1953 : L'Appât (The Naked Spur) de Anthony Mann : Lina Patch
- 1953 : La Petite Constance (Confidentially Connie) d'Edward Buzzell : Connie Bedloe
- 1953 : Houdini le grand magicien (Houdini) de George Marshall : Bess Houdini
- 1953 : Les Yeux de ma mie (Walking My Baby Back Home) de Lloyd Bacon : Chris Hall
- 1954 : Prince Vaillant (Prince Valiant) de Henry Hathaway : la princesse Aletaen
- 1954 : C'est pas une vie, Jerry (Living It Up) de Norman Taurog : Wally Cook
- 1954 : Le Chevalier du roi (The Black shield of Falworth) de Rudolph Maté : lady Anne of Mackworth
- 1954 : Sur la trace du crime (Rogue Cop) de Roy Rowland || Karen Stephanson
- 1955 : Le Gang du blues (Pete Kelly's Blues) de Jack Webb : Karen Stephanson
- 1955 : Ma sœur est du tonnerre (My sister Eileen) de Richard Quine : Eileen Sherwood
- 1956 : Safari de Terence Young : Linda Latham
- 1957 : Les espions s'amusent (Jet Pilot) de Josef von Sternberg : lt. Anna Marladovna Shannon / Olga Orlief
- 1958 : La Soif du mal (Touch of Evil) de Orson Welles : Susan « Susie » Vargas
- 1958 : Les Vikings (The Vikings) de Richard Fleischer : Morgana
- 1958 : Vacances à Paris (The Perfect Furlough) de Blake Edwards : lt. Vicky Loren
- 1960 : Qui était donc cette dame ? (Who Was That Lady?) de George Sidney : Ann Wilson
- 1960 : Psychose (Psycho) de Alfred Hitchcock : Marion Crane
- 1960 : Pepe de George Sidney (caméo)
- 1962 : Un crime dans la tête (The Manchurian Candidate) de John Frankenheimer : Eugenie Rose Chaney
- 1963 : Bye Bye Birdie de George Sidney : Rosie DeLeon
- 1963 : Le Divan de l'infidélité (Wives and Lovers) de John Rich : Bertie Austin
- 1966 : Kid Rodelo de Richard Carlson : Nora
- 1966 : Détective privé (Harper) de Jack Smight : Susan Harper
- 1966 : Trois sur un sofa (Three on a Couch) de Jerry Lewis : Dr. Elizabeth Acord
- 1966 : Sursis pour une nuit (An American Dream) de Robert Gist : Cherry McMahon
- 1967 : Le Carnaval des truands (Ad ogni costo) de Giuliano Montaldo : Mary Ann
- 1969 : Hello Down There de Jack Arnold et Ricou Browning : Vivian Miller
- 1972 : La Femme sans mari (One Is a Lonely Number) de Mel Stuart : Gert Meredith
- 1972 : Les Rongeurs de l'apocalypse (Night of the Lepus) de William F. Claxton : Gerry Bennett
- 1979 : Boardwalk de Stephen Verona : Florence Cohen
- 1980 : Fog (The Fog) de John Carpenter : Kathy Williams
- 1983 : Psychose 2 (Psycho II) de Richard Franklin (cameo dans un flashback)
- 1986 : Psychose 3 (Psycho III) de Anthony Perkins (cameo dans un flashback)
- 1990 : Psychose 4 (Psycho IV) de Mick Garris : présentation du film
- 1998 : Halloween, 20 ans après (Halloween H20: 20 Years Later) de Steve Miner : Norma Watson
- 2005 : Bad Girls from Valley High de John T. Kretchmer : Mme Witt

### Télévision
- 1957 : Schlitz Playhouse of Stars (série - 1 épisode)
- 1964, 1966 : Bob Hope Presents the Chrysler Theatre (série - 2 épisodes) : Carol Hartley / Virginia Ballard
- 1966 : Des agents très spéciaux (The Man from U.N.C.L.E.) (série - 2 épisodes) : Miss Diketon
- 1966, 1969 : The Red Skelton Show (série - 2 épisodes) : Daisy June / Clara Appleby
- 1968 : The Danny Thomas Hour (en) (série - 1 épisode) : Liza Merrick
- 1968 : The Bob Hope Show (série - 1 épisode)
- 1969 : The Monk (téléfilm) de George McCowan : Janice Barnes
- 1969 : Honeymoon with a Stranger (téléfilm) de John Peyser : Sandra Latham
- 1970 : House on Greenapple Road (téléfilm) de Robert Day : Laurel Hanley
- 1970 : Le Virginien (série - 1 épisode) saison 9 épisode 03 (Jenny) : Jenny Davis
- 1970 : The Tim Conway Comedy Hour (série - 1 épisode) : Maggie Morgan
- 1970 : Bracken's World (en) (série - 1 épisode) : Maggie Morgan
- 1971 : Les Règles du jeu (The Name of the Game) (Série - 1 épisode) : Glory Bates
- 1971 : My Wives Jane (téléfilm) d'Edward H. Feldman : Jane Franklin
- 1971 : Deadly Dream (téléfilm) d'Alf Kjellin : Laurel Hanley
- 1973 : Ghost Story (série - 1 épisode) : Carol
- 1973 : Murdock's Gang (téléfilm) de Charles S. Dubin : Laura Talbot
- 1973 : Love Story (série - 1 épisode) : Leonie
- 1975 : L'aventure est au bout de la route (Movin' On) (série - 1 épisode) : Nina Smith
- 1975 : Columbo : La Femme oubliée (Forgotten Lady) (série) : Grace Wheeler Willis
- 1977 : Murder at the World Series (téléfilm) d'Andrew V. McLaglen : Karen Weese
- 1977 : Telethon (téléfilm) de David Lowell Rich : Elaine Cotten
- 1978, 1985 : La croisière s'amuse (The Love Boat) (série - 2 épisodes) : Gail / Joan Philipps
- 1979 : Mirror, Mirror (téléfilm) de Joanna Lee : Millie Gorman
- 1979, 1982 : L'Île fantastique (Fantasy Island) (série - 2 épisodes) : Carol Gates / Suzanne King
- 1982 : Matt Houston (Matt Houston) (série - 1 épisode) : Ramona Launders
- 1982, 1984 : Bizarre, bizarre (Tales of the Unexpected) (série - 2 épisodes) : Joan Stackpole / non créditée
- 1998 : On Our Way (téléfilm) de Michael Pressman : Kate Walsh
- 1986 : Starman (série - épisode Society's pet) : Antonia Weyburn
- 1987 : Arabesque (série - épisode Doom with a view) : Cornelia Montaigne Harper
- 1989 : La Cinquième Dimension (The Twilight Zone ou The New Twilight Zone) (série - épisode Rendez-vous in a dark place) : Barbara LeMay
- 1997 : Les Anges du bonheur (Touched by an Angel) (série - 1 épisode) : Vera Galser
- 1998 : Comme une ombre (In My Sister's Shadow) (téléfilm) de Sandor Stern : Kay Connor
- 2000 : Scene by Scene (série - 1 épisode)
- 2001 : Associées pour la loi (Family Law) (série - 1 épisode) : Mary Sawyer

## Publications
- (en) There Really Was a Hollywood, autobiographie, Doubleday, 1984  (ISBN 0515090808 et 978-0515090802).
- (en) Janet Leigh, Christopher Nickens, Psycho: Behind the Scenes of the Classic Thriller, Harmony Books, 1995  (ISBN 051770112X et 978-0517701126).
- (en) House of Destiny, roman, 1996.
- (en) The Dream Factory, roman, Mira, 2002.

## Distinctions

### Récompenses
- Golden Apple Awards 1952 : Golden Apple for Most Cooperative Actress.
- Laurel Awards 1960 : Golden Laurel de la meilleure interprétation dans un film comique pour Qui était donc cette dame ?
- Golden Apple Awards 1960 : Golden Apple for Most Cooperative Actress.
- Golden Globes 1961 : meilleure actrice dans un second rôle pour Psychose.
- Laurel Awards 1961 : Golden Laurel de la meilleure interprétation dans un film comique et du meilleur second rôle pour Pepe.
- Golden Globes 1998 : Eyegore Award.

### Nominations
- Oscar du cinéma 1961 : meilleure actrice dans un second rôle pour Psychose[6].
- Golden Apple Awards 1963 : Golden Apple for Most Cooperative Actress.
- Laurel Awards 1961 : Golden Laurel de la meilleure actrice.